# Phenazopyridin
Phenazopyridin ist eine chemische Verbindung aus der Gruppe der Diaminopyridine.

## Geschichte
Phenazopyridin wurde 1914 von der Verbindung Chrysoidin abgeleitet und zuerst als Antiseptikum vermarktet.

## Gewinnung und Darstellung
Phenazopyridin kann durch Reaktion von 2,6-Diaminopyridin mit Benzoldiazoniumchlorid gewonnen werden.

## Eigenschaften
Phenazopyridin ist ein oranger, dunkelroter bis brauner, kristalliner, geruchloser Feststoff mit leicht bitterem Geschmack, der wenig löslich in Wasser ist.

## Verwendung
Das Hydrochlorid von Phenazopyridin ist ein handelsüblicher färbender Azofarbstoff, der eine analgetische Wirkung auf die Schleimhäute der Harnwege hat. Er wird auch zur symptomatischen Schmerzlinderung bei Erkrankungen wie Zystitis und Urethritis eingesetzt. Er kann auch in Kombination mit einem geeigneten antibakteriellen Mittel zur Behandlung von Harnwegsinfektionen verwendet werden.

## Sicherheitsbedenken
Phenazopyridin darf nicht zusammen mit schwefelhaltigen Mitteln und Mineralwasser eingenommen werden (Sulfhämoglobinbildung).
In den USA wird das rezeptfreie Medikament Azo zur Linderung von Schmerzen bei Harnwegsinfekten verkauft, obwohl es nie von der FDA zugelassen wurde. Der enthaltene Wirkstoff Phenazopyridin gehört zu einer Gruppe alter Arzneimittel, die seit den 1970er Jahren nicht vollständig geprüft wurden. Bereits 2003 äußerte die FDA Sicherheitsbedenken, da Studien Tumore bei Tieren zeigten und die Substanz lediglich Symptome überdeckt, ohne die Infektion zu behandeln. Trotz möglicher Krebsrisiken, Überdosierungsgefahr und Missbrauch bei Suizidversuchen hat die Behörde nie verbindlich reagiert. Der Fall wurde im Mai 2025 erneut aufgegriffen und wirft ein Schlaglicht auf strukturelle Schwächen im US-Zulassungssystem für rezeptfreie (OTC) Medikamente.

## Handelsnamen
Deutschland: Pyridium, Urospasmon 
USA: Azo 

## Regulierung
Über den Safe Drinking Water and Toxic Enforcement Act of 1986 besteht in Kalifornien seit dem 1. Januar 1988 eine Kennzeichnungspflicht für Produkte, die Phenazopyridin sowie Phenazopyridinhydrochlorid enthalten.

## Externe Links zu erwähnten Verbindungen
1. ↑  Externe Identifikatoren von bzw. Datenbank-Links zu Phenazopyridinhydrochlorid:  CAS-Nr.: 136-40-3, EG-Nr.: 205-243-8, ECHA-InfoCard: 100.004.767, PubChem: 8691, ChemSpider: 21159510, Wikidata: Q27139594.
2. ↑  Externe Identifikatoren von bzw. Datenbank-Links zu Benzoldiazoniumchlorid:  CAS-Nr.: 100-34-5, EG-Nr.: 202-842-6, ECHA-InfoCard: 100.002.584, PubChem: 60992, ChemSpider: 54953, Wikidata: Q4890760.